# 2307-es mellékút (Magyarország)
A 2307-es számú mellékút egy nagyjából három és fél kilométer hosszú, négy számjegyű mellékút Nógrád vármegyében, Salgótarján egyik városközponti főútja. Települési neve a teljes hosszán Rákóczi út. „Kialakítására” a HU-GO elektronikus útdíjrendszer bevezetésekor került sor, előtte a 21-es főút része volt.

## Nyomvonala
A 21-es főútból ágazik ki, annak 54. kilométerénél, északkeleti irányban. Szinte egyből áthalad a Hatvan–Somoskőújfalu-vasútvonal felett, utána, a 250-es méterszelvénye közelében egy körforgalom következik, amely a Tesco áruházat szolgálja ki. Körülbelül 500 méter megtétele után északnak fordul (itt egy önkormányzati út vezet dél felé, a 2302-es út alsópálfalvi szakaszáig), majd a 2. kilométere közelében ismét kissé keletebbnek veszi az irányt. A 2+800-as kilométerszelvényénél kiágazik belőle a 23 101-es út, amely Somlyóbánya városrészbe vezet. A 211-es főútba torkollik bele, a Rákóczi út Bem József utcai kereszteződésénél, a Kisboldogasszony-templom előtt. A Bem József utca felől rácsatlakozik egy dél felé egyirányú, rövidke átkötő útszakasz is, melynek útsorszáma 21 611-es.
Az országos közutak térképes nyilvántartását szolgáló kira.gov.hu adatbázisa szerint a teljes hossza 3,550 kilométer.

## Története
A mellékút „kialakítására” 2013-ban, a HU-GO nevű elektronikus útdíjrendszer bevezetése miatt került sor. A 210-es tehermentesítő út a 21-es főút része lett, míg a régi 21-es utat két szakaszra különítették el. A tehermentesítő út litkei kereszteződése és a 21-es út Beszterce-lakótelepi körforgalma közötti szakasza lett a 211-es főút, míg a Kisboldogasszony-templomi kereszteződés és a tehermentesítő út zagyvapálfalvai vége közötti része kapta a 2307-es számot.